# Ivald Granato

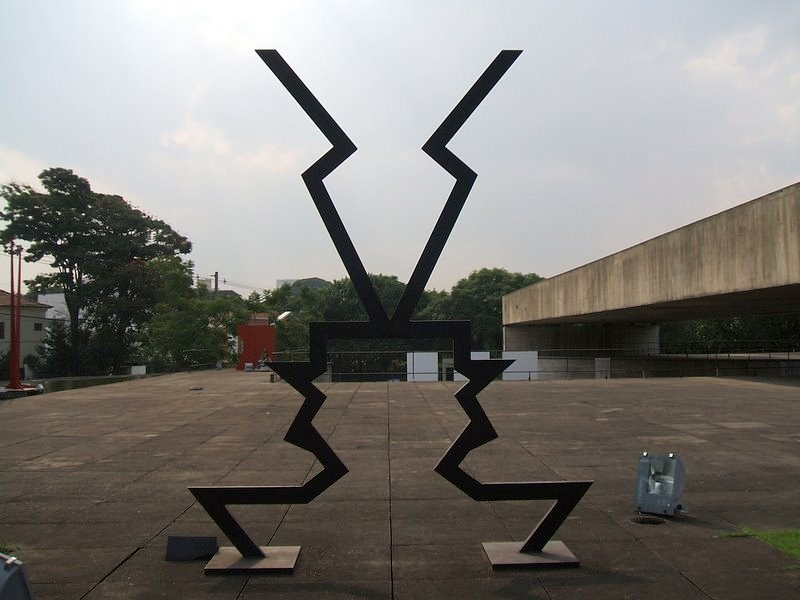
Cabeças de Ivald Granato, no MuBE (2003).

Ivald Granato (Campos dos Goytacazes, 29 de dezembro de 1949 — São Paulo, 3 de julho de 2016) foi um artista plástico, artista performático e escultor brasileiro.
Viveu em sua cidade natal até 1966, onde começou a desenhar desde muito cedo sob influência dos pintores cubistas. Ingressou na Escola de Belas Artes da Universidade Federal do Rio de Janeiro em 1967. Na década de 1970 e 80 apresentou diversas performances e intervenções, recorrendo ao vídeo e à fotografia para documentá-las. Sua obra também é composta por telas e litografias e é autor de vários livros.
Em 1970, viajou pela América Latina para estudar cores. Em 1979 recebeu da Associação de Críticos de Arte o prêmio de Melhor Desenhista.
Viveu e trabalhou em São Paulo.
Em 2002, Ivald Granato foi homenageado pelo Troféu Folha Seca, prêmio anual dado pela Folha da Manhã  a campistas que se destacam em suas carreiras.
Granato realiza pinturas nas quais trabalha com pinceladas rápidas, criando figuras de contornos imprecisos, associadas a signos, grafites, grafismos e manchas.  Produz várias séries de obras, mudando o estilo da composição a cada tema tratado. Sua obra destaca-se pela espontaneidade e vivacidade, apresentando pinceladas vibrantes e, muitas vezes, tintas escorridas. Em seu trabalho, está sempre presente o traço autobiográfico, como em Auto-Retrato no Quadro, 1973.  Já na tela Gata, 1982, o artista se aproxima da arte pop, empregando cores muito contrastantes, como também ocorre em My Friends, 1985. Granato apresenta obras que reúnem as referências ao cotidiano, o caráter fantástico e o erotismo. Desde os anos 1970, o artista realiza também várias performances.
Ivald Granato morreu na madrugada do dia 3 de julho de 2016, enquanto dormia, vítima de uma parada cardíaca. 